# It Chapter Two
It Chapter Two (Brasil: It Capítulo Dois / Portugal: It: Capítulo 2) é um filme de terror sobrenatural estadunidense de 2019, baseado no romance homônimo de 1986, de Stephen King, dirigido por Andy Muschietti e escrito por Gary Dauberman, sendo a sequência de It, de 2017. Produzido pela New Line Cinema, Vertigo Entertainment, Rideback e KatzSmith Productions e distribuído pela Warner Bros. Pictures, é estrelado por Bill Skarsgård, que reprisa seu papel do título anterior como Pennywise, James McAvoy, Jessica Chastain, Jay Ryan, Bill Hader, Isaiah Mustafa, James Ransone e Andy Bean retratam as versões adultas do Clube dos Perdedores, enquanto Jaeden Lieberher, Sophia Lillis, Jeremy Ray Taylor, Finn Wolfhard, Chosen Jacobs, Jack Dylan Grazer e Wyatt Oleff retornam do primeiro filme como os Perdedores mais jovens, respectivamente. Ambientado em 2016, vinte e sete anos após os eventos de 1989 descritos no primeiro filme.
It Chapter Two foi lançado em 6 de setembro de 2019 nos Estados Unidos. No Brasil e em Portugal, a estreia aconteceu no dia 5 de setembro de 2019. Com um orçamento estimado entre US$ 60 e 79 milhões, arrecadou mais de US$ 473 milhões mundialmente.

## Enredo
Em 2016, Vinte e sete anos depois, em Derry (Maine) Adrian Mellon e seu namorado Don Hagarty, são brutalmente espancados por um grupo de adolescentes homofóbicos. Após isso, Adrian é jogado de uma ponte no rio da cidade e em seguida morto por Pennywise enquanto Don assiste sem poder fazer nada. Mike Hanlon, ouve o incidente pelo rádio da polícia e corre até o local, onde encontra um balão estourado e uma mensagem na ponte. Isso o convence a chamar os amigos - Bill Denbrough, Beverly Marsh, Eddie Kaspbrack, Ben Hascom, Richie Tozier e Stanley Uris de volta à Derry e honrar a promessa feita em 1989 de matar Pennywise. Enquanto os outros voltam para Derry, com apenas lembranças nebulosas e um sentimento de pavor, Stanley no entanto comete suicídio no banheiro após a ligação. Os Perdedores se reúnem em um restaurante oriental Chinês para jantar, onde Mike os ajuda a lembrar dos eventos de 1989, enquanto são atormentados por ilusões de Pennywise e descobrem o suicídio de Stanley.
Richie e Eddie consideram que o melhor é ir embora, enquanto Mike convence Bill a ficar, através de uma visão da tribo nativa americana Shokopiwahe, e o Ritual de Chüd podem detê-lo para sempre. Depois que os outros concordam em fazer o ritual, Beverly revela a sua exposição as Luzes da Morte e conta que tem visões da morte de cada um dos Perdedores se eles deixarem a cidade sem cumprir a promessa, Mike explica que para o ritual dar certo, eles precisam de sete itens pessoais de seu passado. Enquanto isso, Henry Bowers, tendo sobrevivido a sua aparente morte em 1989, é preso pelo assassinato de seu pai e foge de uma instituição mental com a ajuda de Pennywise e recupera sua faca. Uma garotinha chamada Victoria é morta por Pennywise, depois dele falar que poderia remover uma marca de nascença em seu rosto.
Pegando a touca de banho antiga de Stan na antiga casa do Clube dos Perdedores, Mike aconselha os outros a encontrar seus artefatos, refazendo seus passos após entrarem na casa da Rua Neibolt. Beverly encontra a carta antiga de amor de Ben em sua antiga casa, ainda acreditando que Bill a escreveu, e é atormentada por Pennywise tomando a forma de uma idosa chamada Sra. Kersh. Ben se lembra de seu encontro de infância com Pennywise no ensino médio antes de perceber que seu artefato é a página do anuário que Beverly assinou, que ele guardava em sua carteira. Tanto Richie quanto Eddie se lembram de seus próprios encontros pessoais com Pennywise  enquanto recuperavam seus artefatos: uma ficha de um jogo antigo de fliperama abandonado e um inalador de asma.
Bill encontra sua bicicleta de infância "Silver" e recupera o barquinho de papel no bueiro onde Georgie foi morto, e após isso conhece um garoto chamado Dean, que mora em sua antiga casa e ouve vozes do ralo do chuveiro. Bill se reagrupa com os outros antes de correr para o festival depois de perceber que Pennywise está indo atrás de Dean. Bill não consegue salvar o garoto de Pennywise e assiste a morte brutal do garoto que é devorado na frente dele. Enquanto isso, Henry tenta sem sucesso matar Eddie antes de atacar Mike, mas Henry é morto por Richie. Os Perdedores se juntam a Bill traumatizado na casa da Rua Neibolt, convencendo-o a não enfrentar Pennywise sozinho.
O grupo desce para uma caverna sob os esgotos, Mike trás uma pedra da luta dos Perdedores contra a Gangue Bowers para completar os requisitos para o ritual. Eles iniciam o ritual nos restos do meteoro que trouxe Pennywise à Terra há séculos. O ritual parece funcionar para prender as Luzes da Morte no frasco de vedação, mas elas escapam depois que Pennywise emerge do frasco em uma forma gigante de aranha. Pennywise pressiona Mike a revelar que matou aqueles que realizaram o ritual anteriormente, Mike assegura aos outros que eles têm uma chance melhor de enfrentar seus medos. Pennywise ataca os Perdedores e coloca Bill, Ben e Beverly em cenários de medo, dos quais eles escapam quando Bill deixa de lado sua culpa pela morte de Georgie e Beverly percebe que Ben escreveu a carta de amor. Richie é pego pelas Luzes da Morte através de Pennywise, enquanto tenta salvar Mike, e Eddie é fatalmente ferido depois de salvá-lo. Os Perdedores se reagrupam e percebem que podem parar Pennywise explorando a sujeição de ter uma forma física e sua percepção dela. A provocação deles encolhe Pennywise em uma forma indefesa do tamanho de uma criança, matando-o para sempre quando Mike arranca o coração de Pennywise para que ele e os Perdedores possam esmagá-lo. Eddie morre de seus ferimentos, e os Perdedores são forçados a deixá-lo para trás quando a morte de Pennywise causa um desmoronamento que destrói a casa da Rua Neibolt.
Os Perdedores remanescentes confortam Richie, choroso, por perder Eddie. Com o fim de Pennywise, as cicatrizes do pacto feitas pelos Perdedores nas mãos em 1989, desaparecem. Os Perdedores se separam, mantendo suas memórias, Ben e Beverly se tornando um casal, enquanto Richie retorna à ponte dos beijos, onde ele uma vez gravou as iniciais dele e de outro, agora revelado ser Eddie. Bill começa a escrever sua nova história antes de receber uma ligação de Mike que está saindo de Derry, fala sobre uma carta de Stan. Stan enviou a eles todas as cartas póstumas. Stan revela em sua carta que seu suicídio era realmente um meio de dar a seus amigos uma chance de lutar contra Pennywise e pede aos Otários restantes que vivam a vida ao máximo.

## Elenco
- James McAvoy e Jaeden Lieberher como Bill Denbrough:[6] O ex-líder do Clube dos Perdedores que os liderou em sua luta contra Pennywise e prometeu retornar a Derry. Quando adulto, Bill torna-se um escritor de sucesso e é casado com a estrela de cinema Audra Phillips.
- Bill Skarsgård como IT / Pennywise: Um antigo predador transdimensional que desperta a cada vinte e sete anos para se alimentar do medo das crianças que mata. Pennywise foi dominado e seriamente ferido pelo Clube dos Perdedores, em 1989, forçando-o a entrar no início da hibernação. Esta derrota motiva o ser a reconstruir sua força e se vingar contra o Clube dos Perdedores, uma vez que eles retornam a Derry.
- Jessica Chastain e Sophia Lillis como Beverly Marsh:[7] A única menina do Clube que foi abusada física e sexualmente por seu pai e sofreu bullying na escola por causa de rumores falsos de promiscuidade. Quando adulta ela se tornou uma designer de moda de sucesso em Chicago, enquanto suporta vários relacionamentos abusivos que incluem seu casamento com Tom Rogan.
- Jay Ryan e Jeremy Ray Taylor como Ben Hanscom:[8] Foi um dos membros do Clube dos Perdedores que lutou contra Pennywise e foi intimidado quando criança por estar acima do peso. Agora adulto ele perdeu peso e é um arquiteto de sucesso que vive em Nebrasca.
- Bill Hader e Finn Wolfhard como Richie Tozier:[6] O melhor amigo e companheiro de Bill do Clube dos Perdedores, cuja boca e linguagem suja muitas vezes o colocam em apuros. Richie se torna um discotecário de sucesso em Los Angeles.
- Isaiah Mustafa e Chosen Jacobs como Mike Hanlon:[9] Um dos membros do Clube dos Perdedores que lutou contra Pennywise, Mike é o único a ficar para trás em Derry e se torna o bibliotecário da cidade. Enquanto convocava os outros perdedores para Derry, a Coisa ressurgiu. Mike também tem um sério problema de drogas decorrente de ter sido traumatizado pelos acontecimentos de sua infância.
- James Ransone e Jack Dylan Grazer como Eddie Kaspbrak:[10] Um membro do Clube dos Perdedores que é o epítome de um hipocondríaco, excessivamente exagerado pelo imenso número de objetos em seu armário de remédios. Eddie dirige uma empresa de limusine bem-sucedida em Nova York e é casado com Myra, que é muito parecida com sua mãe dominadora.
- Andy Bean e Wyatt Oleff como Stanley Uris:[10] Um dos membros do Clube dos Perdedores que lutou contra a Coisa, Stanley tornou-se sócio de uma grande firma de contabilidade sediada em Atlanta e é casado com Patty Blum, uma professora.
- Teach Grant e Nicholas Hamilton como Henry Bowers:[11] Um sociopata que aterrorizou o Clube dos Perdedores no verão de 1989, antes de ser internado. Ele é recrutado por Pennywise mais uma vez para matar o Clube dos Otários.
- Jess Weixler como Audra Phillips:[11] Uma atriz de sucesso e esposa de Bill.
- Will Beinbrink como Tom Rogan:[12] O marido abusivo de Beverly que a vê como um objeto sexual.
- Xavier Dolan como Adrian Mellon:[12] Um gay jovem, cidadão de Derry e é agredido com seu namorado Don por um grupo de jovens durante um festival. Ele se torna a primeira vítima de um desperto, desencadeando o retorno dos Perdedores a Derry.
- Taylor Frey como 'Don Hagarty: O namorado de Adrian que também é atacado por um grupo de jovens durante um festival.
- Jackson Robert Scott como 'Georgie Denbrough: O irmão mais novo de Bill, cujo sequestro e assassinato por Pennywise em outubro de 1988 culminou nos eventos do verão de 1989. Ele reprisa seu papel no primeiro filme.
- Javier Botet como Hobo[13]
- Ryan Kiera Armstrong como Victoria "Vic" Fuller: Uma garotinha que recebe um ursinho de Adrian, posteriormente sendo devorada por Pennywise no jogo de beisebol;
- Luke Roessler como Dean: Um garoto da cidade de Derry que mora na antiga casa de Bill e Georgie, posteriormente devorado na casa de espelhos por Pennywise.

## Dublagem brasileira
Estúdio de dublagem - Wan Marc
Produção
- Direção: Marco Ribeiro[14]

Dubladores
- Marcos Souza: James McAvoy (William “Bill” Denbrough)[14]
- Priscila Amorim: Jessica Chastain (Beverly “Bev” Marsh)[14]
- Andreas Avancini: Bill Skarsgård (A Coisa / Pennywise)[14]
- Alexandre Moreno: Bill Hader (Richard “Richie” Tozier)[14]
- Marco Ribeiro: Jay Ryan (Benjamin “Ben” Hanscom)[14]
- Guilherme Briggs: Isaiah Mustafa (Michael “Mike” Hanlon)[14]
- Manolo Rey: James Ransone (Edward “Eddie” Kaspbrak)[14]
- Daniel Müller: Andy Bean (Stanley “Stan” Uris)[14]
- João Victor Granja: Jaeden Lieberher (Bill Denbrough, criança)[14]
- Bruna Laynes: Sophia Lillis (Bev Marsh, criança)[14]
- Luiz Felipe Mello: Jeremy Ray Taylor (Ben Hanscom, criança)[14]
- Arthur Salerno: Finn Wolfhard (Richie Tozier, criança)[14]
- Victor Hugo Fernandes: Wyatt Oleff (Stan Uris, criança)[14]
- Hugo Myara: Chosen Jacobs (Mike Hanlon, criança)[14]
- Rafael Mezadri: Jack Dylan Grazer (Eddie Kaspbrak, criança)[14]
- Yan Gesteira: Nicholas Hamilton (Henry Bowers, criança)[14]
- Enzo Dannemann: Jackson Robert Scott (Georgie Denbrough)[14]
- Raphael Rossatto: Teach Grant (Henry Bowers)[14]
- Hércules Franco: Stephen Bogaert (Alvin Marsh)[14]

## Produção

### Desenvolvimento
Em 16 de fevereiro de 2016, o produtor Roy Lee, em entrevista ao Collider, mencionou um segundo filme, observando que: "Dauberman escreveu o rascunho mais recente trabalhando com Muschietti] então está sendo imaginado como dois filmes." Em 19 de julho de 2017, Muschietti revelou que o plano é começar a produção para a continuação do filme na próxima primavera, acrescentando, "Nós provavelmente teremos um roteiro para a segunda parte em janeiro de 2018. Idealmente, nós começaríamos a preparação em março. A primeira parte é apenas sobre as crianças. A segunda parte é sobre esses personagens, 30 anos depois, como adultos, com flashbacks de 1989, quando eles eram crianças." Em 21 de julho de 2017, Muschietti falou que estava ansioso para ter um diálogo no segundo filme que não existe no primeiro, afirmando: "... parece que vamos fazê-lo. É o segundo semestre, não é uma sequela. É a segunda metade e está muito conectada à primeira." Muschietti confirmou que duas cenas cortadas do primeiro filme serão incluídas no segundo e um deles é o incêndio na mancha negra do livro.

### Pré-produção
Em setembro de 2017, a Warner Bros. Pictures anunciou que a seqüência seria lançada em 6 de setembro de 2019 nos Estados Unidos, e no Brasil está previsto para dia 5 de setembro de 2019 com Gary Dauberman e Jeffrey Jurgensen escrevendo o roteiro. Também se esperava que Andy Muschietti voltasse para dirigir a seqüência.

### Escolha do elenco
Em setembro de 2017, Muschietti e sua irmã mencionaram que Jessica Chastain seria sua melhor escolha para interpretar a versão adulta de Beverly Marsh. Em novembro de 2017, Chastain se mostrou interessada no projeto. Finalmente, em fevereiro de 2018, Chastain se juntou oficialmente ao elenco para interpretar o personagem, fazendo do filme sua segunda colaboração com Muschietti depois de Mama. Em abril de 2018, Bill Hader e James McAvoy se juntaram ao elenco para interpretar as versões adultas de Richie Tozier e Bill Denbrough, respectivamente. Em maio de 2018, James Ransone, Andy Bean e Jay Ryan se juntaram ao elenco para interpretar as versões adultas de Eddie Kaspbrak, Stanley Uris e Ben Hanscom, respectivamente. Em junho de 2018, Isaiah Mustafa se juntou ao elenco para interpretar a versão adulta de Mike Hanlon, enquanto Xavier Dolan e Will Beinbrink também foram escalados como Adrian Mellon e Tom Rogan, respectivamente. Mais tarde, Teach Grant foi escalado para interpretar a versão adulta de Henry Bowers, anteriormente interpretado por Nicholas Hamilton no primeiro filme, e Jess Weixler também se juntou ao filme para interpretar a esposa de Bill. Isso também marca a segunda colaboração entre McAvoy, Chastain, Hader, Weixler e Beinbrink, após The Disappearance of Eleanor Rigby. Em julho de 2018, Taylor Frey se juntou ao elenco do filme. Em setembro de 2018, foi revelado que Javier Botet apareceria no filme em um papel não revelado.

### Filmagens
As filmagens para o filme começaram em 19 de junho de 2018, e terminaram em 20 de outubro de 2018, no Pinewood Toronto Studios e em locais do Port Hope e arredores, Oshawa e Toronto, Ontário.

## Recepção
O Cinema com Crítica avaliou a continuação como sendo bastante inferior ao antecessor. Dentre as razões apresentadas, estão a estrutura da trama, os personagens adultos e o ritmo da narrativa, com 2 horas e 49 minutos de duração. Ainda assim, afirmou que a continuação ainda sabe como assustar uma plateia de cinema, apesar de ser incapaz de transformar os medos em matérias-primas do horror como antes fez.